# اینسورس، بریتیش کلمبیا
اینسورس، بریتیش کلمبیا (به انگلیسی: Ainsworth, British Columbia) یک منطقهٔ مسکونی در کانادا است که در بریتیش کلمبیا واقع شده‌است.

## خصوصیات
اینسورس ۳۰ نفر جمعیت دارد.